# Bharati Krishna Tirthaji
Bharati Krishna Tirthaji, född 1884, död 1960; indisk matematiker och återupptäckaren av vedisk matematik.